# Sorkheh Līzeh
Sorkheh Līzeh (persiska: سرخه لیزه) är en ort i Iran.   Den ligger i provinsen Lorestan, i den västra delen av landet, 400 km sydväst om huvudstaden Teheran. Sorkheh Līzeh ligger 1 234 meter över havet och antalet invånare är 360.
Terrängen runt Sorkheh Līzeh är varierad. Runt Sorkheh Līzeh är det ganska tätbefolkat, med 72 invånare per kvadratkilometer. Närmaste större samhälle är Khorramābād, 13,9 km öster om Sorkheh Līzeh. Omgivningarna runt Sorkheh Līzeh är i huvudsak ett öppet busklandskap.